# Cristina Marsillach
Cristina Marsillach del Río (Madrid, 30 settembre 1963) è un'attrice spagnola.

## Biografia
È figlia dell'attore e drammaturgo Adolfo Marsillach e dell'attrice Teresa del Río, che si separarono quando aveva 7 anni. Ha una sorella, Blanca Marsillach, anch'essa attrice. 
Ha lavorato in diversi film italiani: La gabbia, Opera, Marrakech Express e Treno di panna.
Da anni dirige la Scuola di Recitazione Marsillach a Madrid.

## Filmografia

Cristina Marsillach in Marrakech Express (1989)

### Cinema
- El poderoso influjo de la luna, regia di Antonio del Real (1981)
- Adolescencia, regia di Germán Lorente (1982)
- Estoy en crisis, regia di Fernando Colomo (1982)
- 1919, crónica del alba, regia di Antonio José Betancor (1983)
- Últimas tardes con Teresa, regia di Gonzalo Herralde (1984)
- La gabbia, regia di Giuseppe Patroni Griffi (1985)
- Crimen en familia, regia di Santiago San Miguel (1985)
- Dirsi addio (Every Time We Say Goodbye), regia di Moshé Mizrahi (1986)
- Opera, regia di Dario Argento (1987)
- Tenerezza, regia di Enzo Milioni (1987)
- I ragazzi di via Panisperna, regia di Gianni Amelio (1988)
- I giorni del commissario Ambrosio, regia di Sergio Corbucci (1988)
- Treno di panna, regia di Andrea De Carlo (1988)
- 'o Re, regia di Luigi Magni (1989)
- Marrakech Express, regia di Gabriele Salvatores (1989)
- Il mare e il tempo (El mar y el tiempo), regia di Fernando Fernán Gómez (1989)
- Barocco, regia di Claudio Sestieri (1991)
- Simple Like Silver, regia di Damian Lahey (2021)

### Televisione
- La señora García se confiesa – serie TV, 5 episodi (1976)
- Las pícaras – miniserie TV, 1 episodio (1983)
- Todo va mal – film TV (1984)
- Segunda enseñanza – serie TV, 7 episodi (1986)
- Quattro storie di donne – miniserie TV, 1 episodio (1989)
- Il gorilla (Le gorille) – serie TV, 1 episodio (1990)
- Donne armate, regia di Sergio Corbucci – film TV (1991)
- L'amour maudit de Leisenbohg – film TV (1991)
- Un posto freddo in fondo al cuore – film TV (1992)
- Schwarz greift ein – serie TV, 12 episodi (1994)